# Louisiella fluitans
Louisiella fluitans är en gräsart som beskrevs av Charles Edward Hubbard och Jean Joseph Gustave Léonard. Louisiella fluitans ingår i släktet Louisiella och familjen gräs. Inga underarter finns listade i Catalogue of Life.